# Pjöngjang-Kaesŏng-Schnellstraße

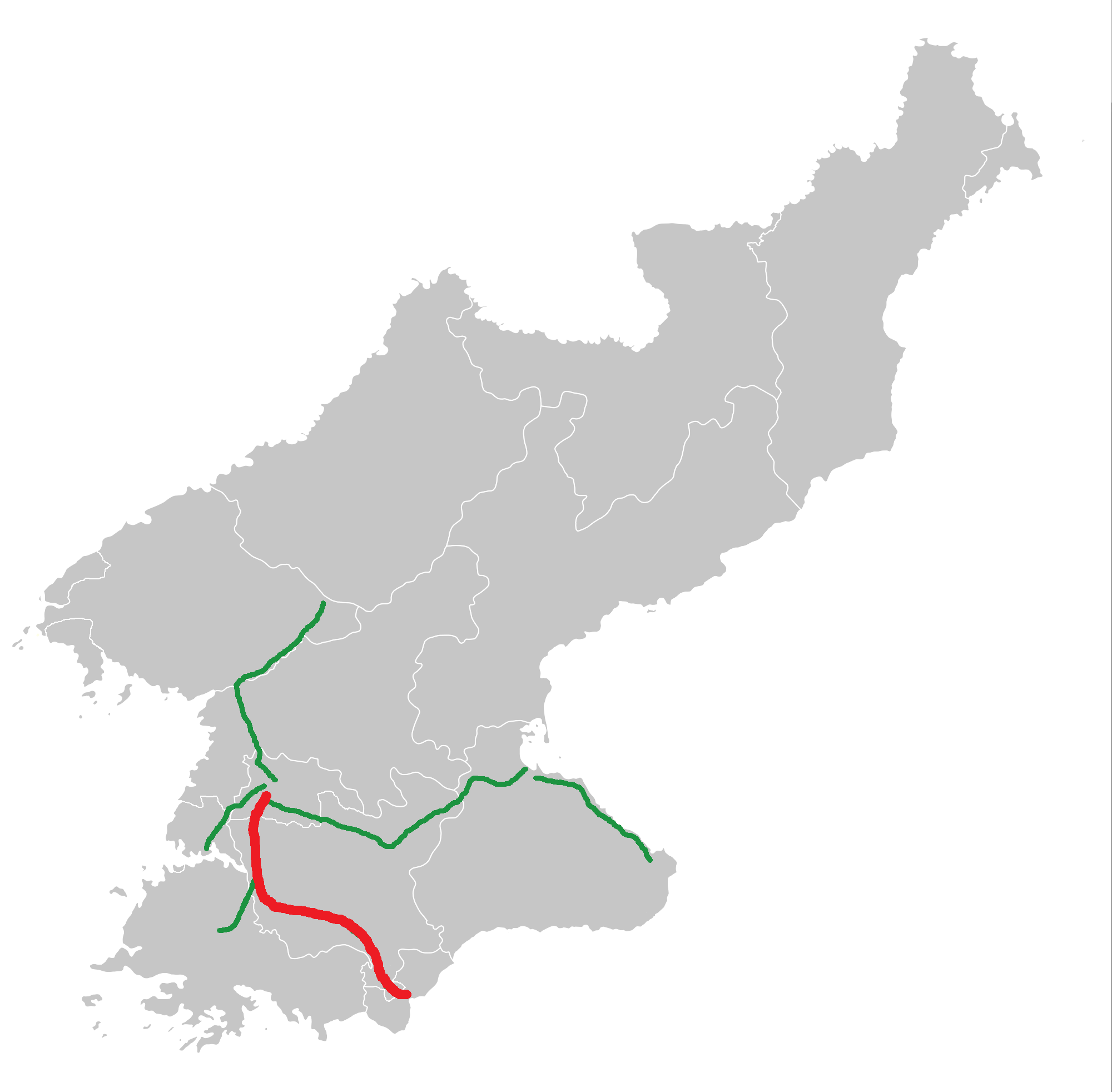
Verlauf der Pjöngjang-Kaesŏng-Schnellstraße (rot)

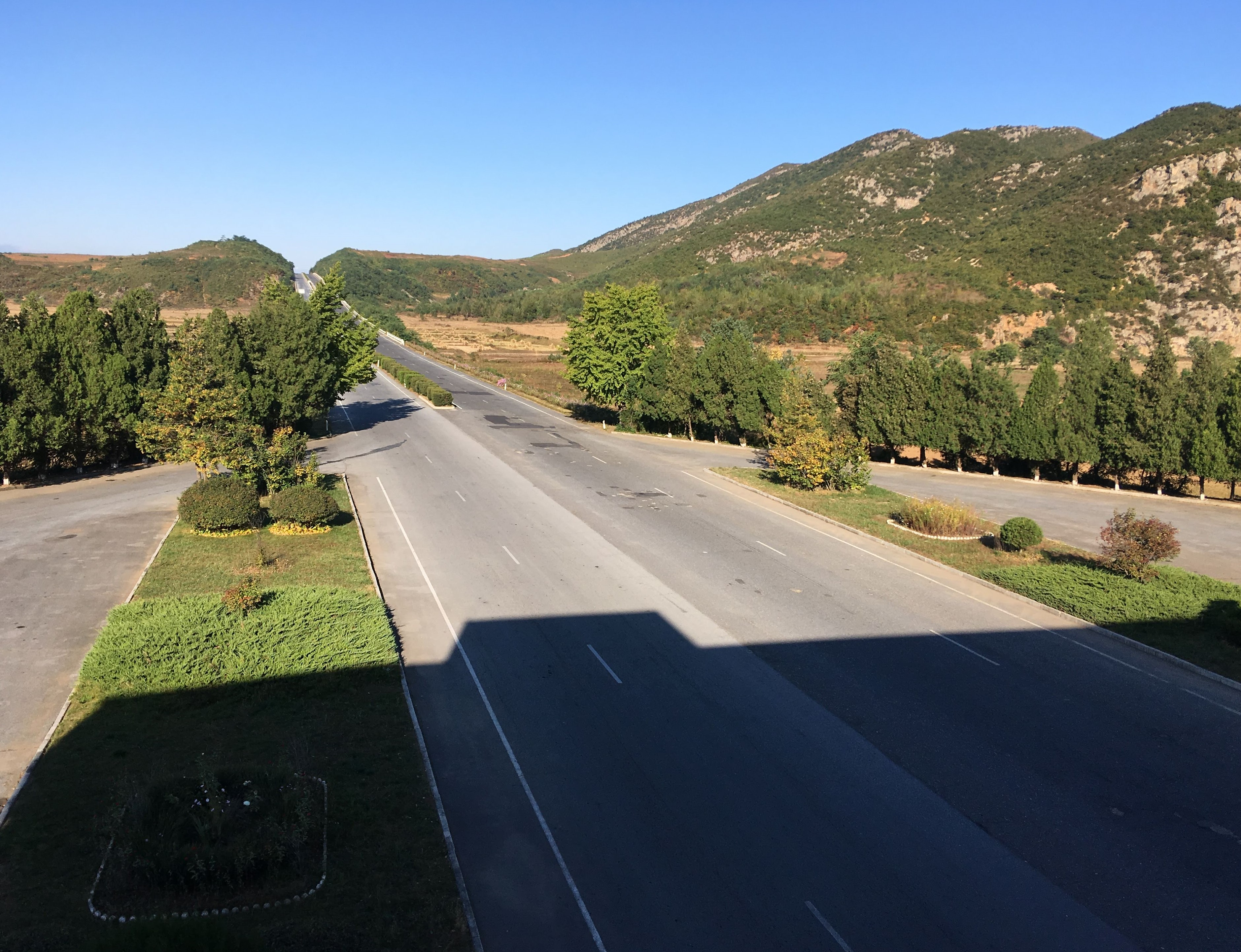
Die Schnellstraße bei einer Raststätte

Die Pjöngjang-Kaesŏng-Schnellstraße (kor. 평양개성고속도로, 平壤-開城高速道路, Pyeongyang-Gaeseong-Gosogdolo) ist eine Fernstraße in Nordkorea, die Pjöngjang mit Kaesŏng verbindet. Sie ist auch als „Autobahn der Wiedervereinigung“ bekannt. Die Straße ist Teil des Asian Highway 1. Die Gesamtlänge beträgt zirka 170 Kilometer.

## Bau
Die Bauarbeiten an der Fernstraße begannen feierlich 1987 und wurden pünktlich am 15. April 1992 anlässlich Kim Il-Sungs Geburtstag beendet.
Die Strecke wird seit 2007 sukzessive modernisiert.

## Verlauf

### Pjöngjang
Die Fernstraße beginnt in Pjöngjang im Stadtbezirk P’yŏngch’ŏn-guyŏk als Weiterführung der Chollima-Straße, wo der Taedong-gang mit der Chungsong-Brücke überquert wird. Nun kreuzt im Stadtbezirk Rakrang-guyŏk die Tongil-Straße bzw. Straße der Wiedervereinigung (nicht zu verwechseln mit der Pjöngjang-Kaesŏng-Schnellstraße, die auch als Autobahn der Wiedervereinigung bekannt ist).
Es folgen die SEK-Trickfilmstudios und die Stelle, an welcher bis Januar 2024 das nun abgerissene Denkmal für die Wiedervereinigung unterquert wurde. Danach wird ein Autobahndreieck erreicht, wo die Pjöngjang-Wŏnsan-Schnellstraße beginnt. Hier befindet sich auch der Campus der Universität für Wissenschaft und Technik Pjöngjang.

### Provinz Hwanghae-pukto
Außerhalb der Hauptstadt führt die Fernstraße schließlich in der Provinz Hwanghae-pukto über Sariwŏn nach Kaesŏng direkt in die Demilitarisierte Zone, wo sie kurz vor der Grenze nach Südkorea endet.

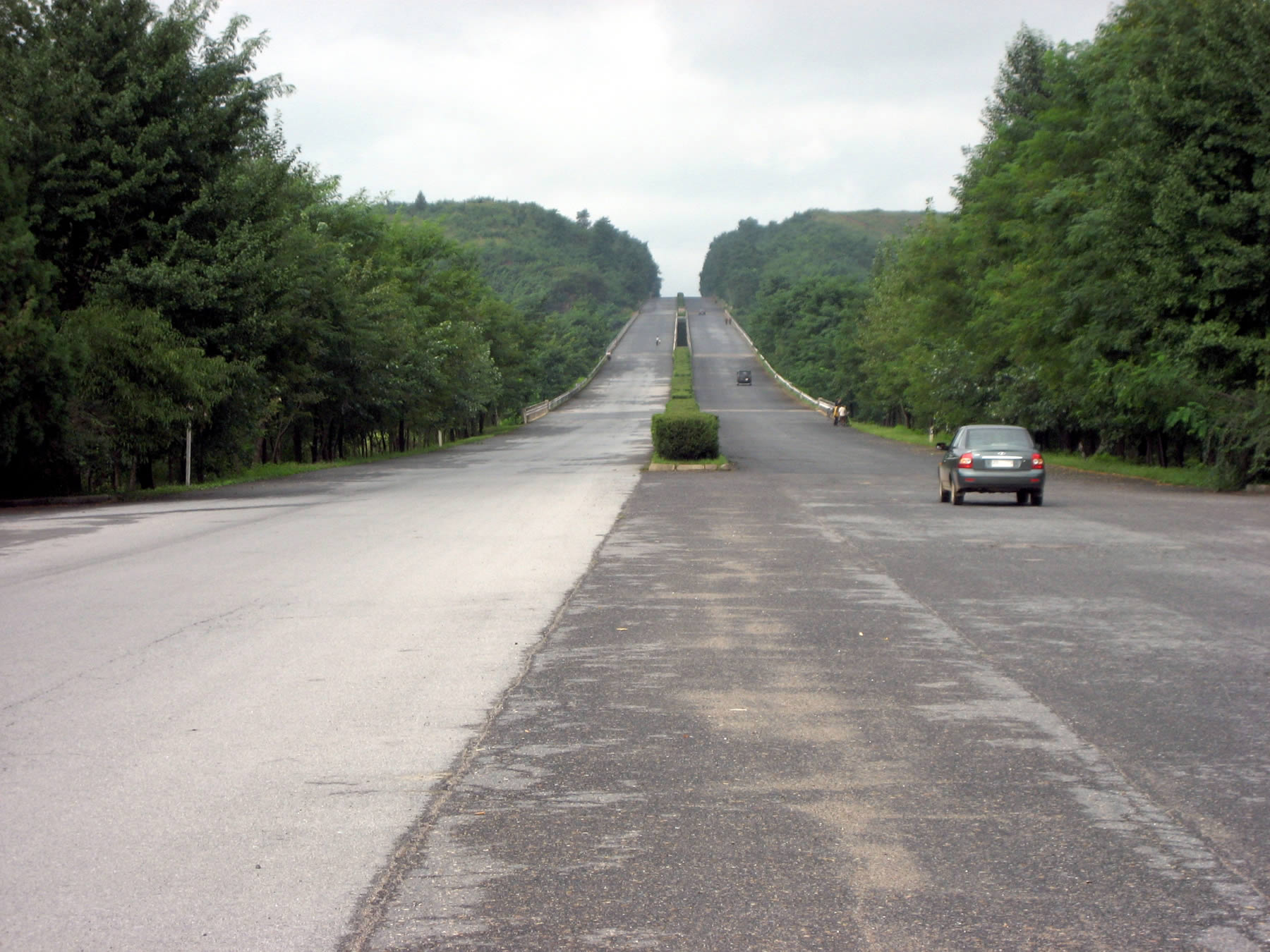
Beachtenswert ist der wenige Verkehr
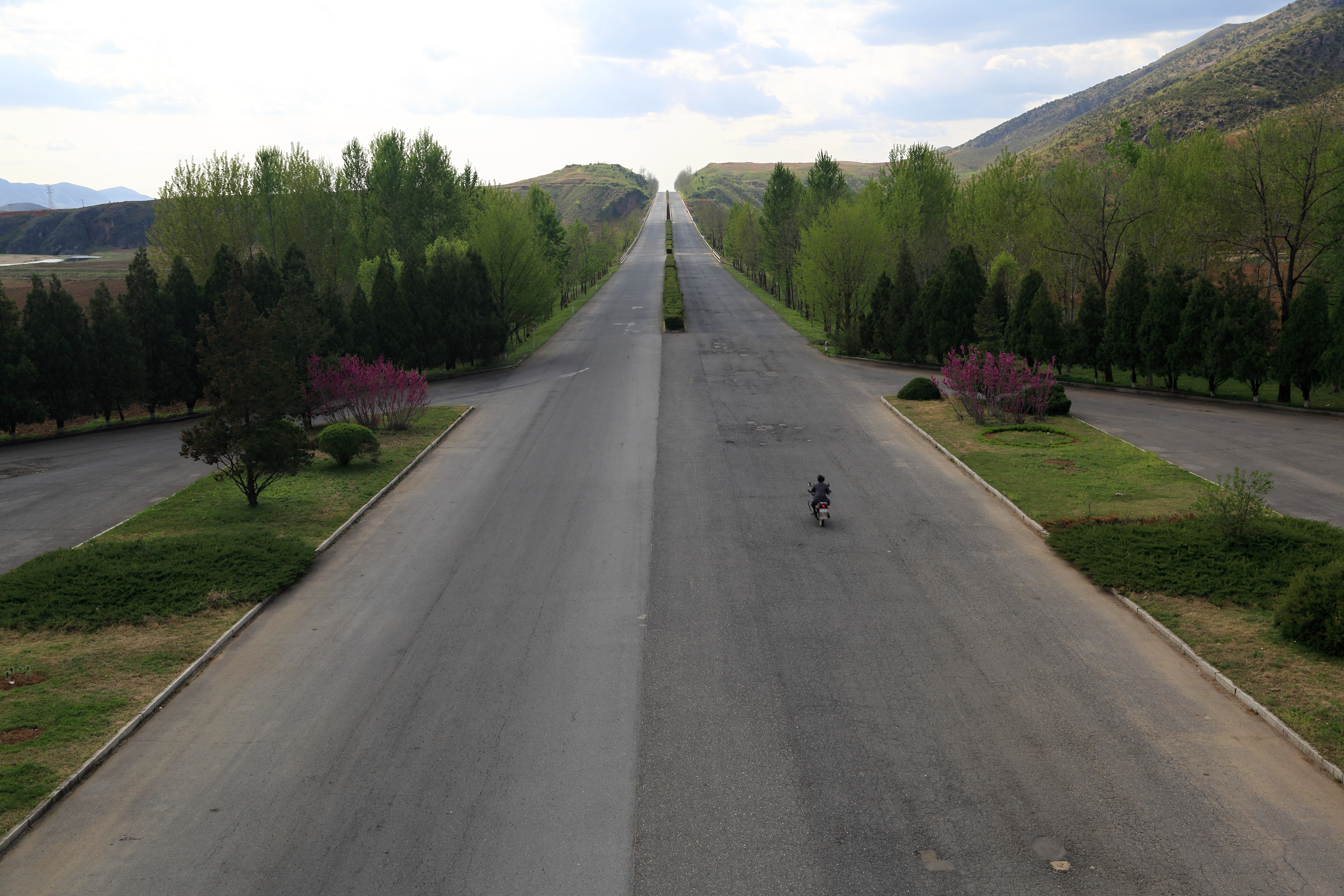
Die Schnellstraße in der nordkoreanischen Landschaft
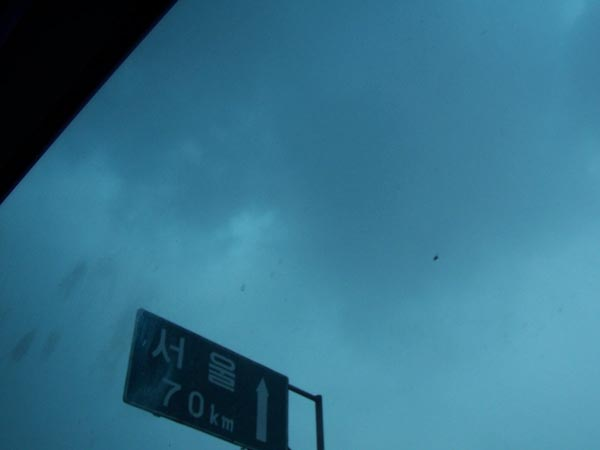
70 Kilometer bis Seoul
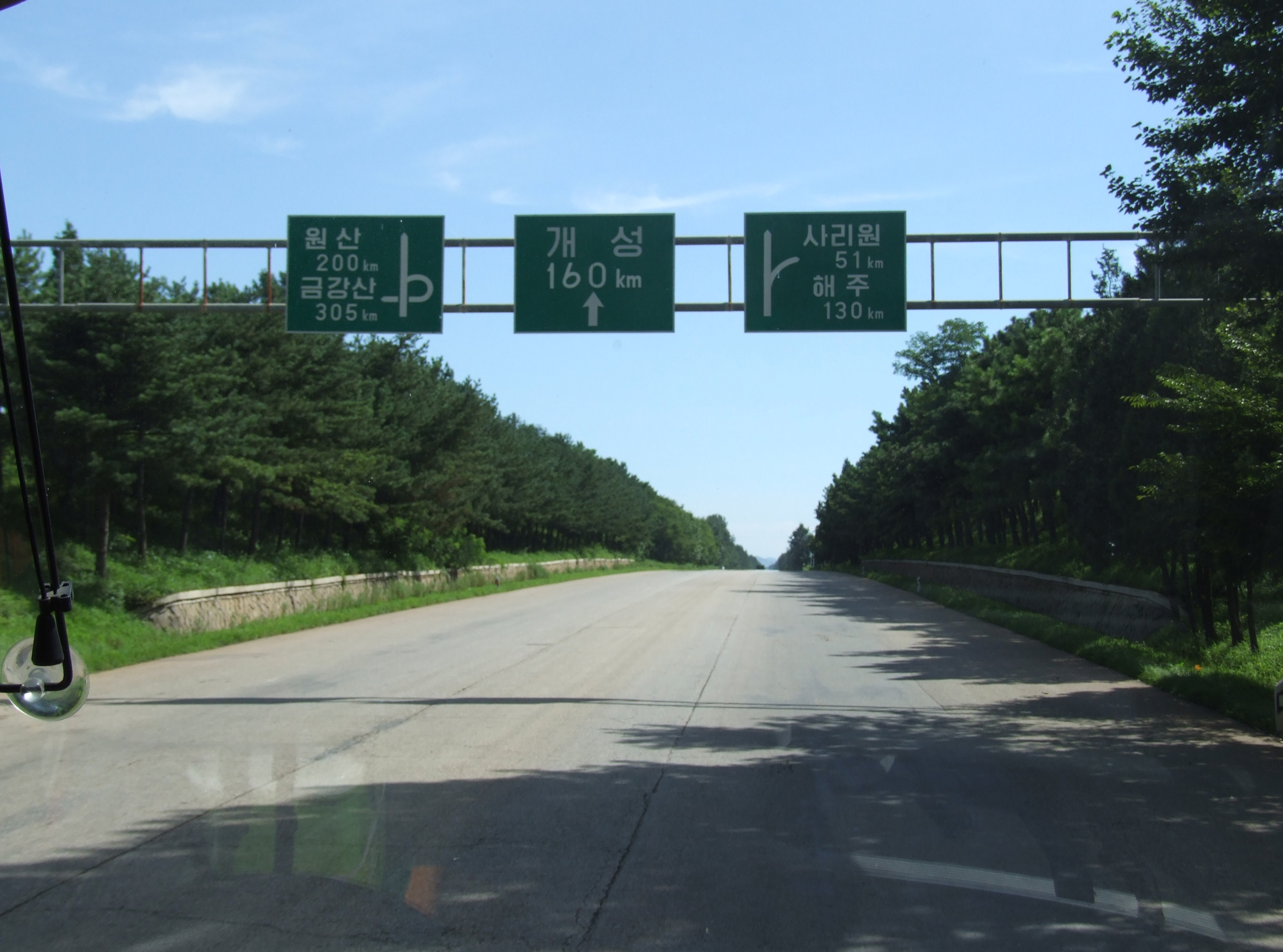
Landestypische Straßenschilder
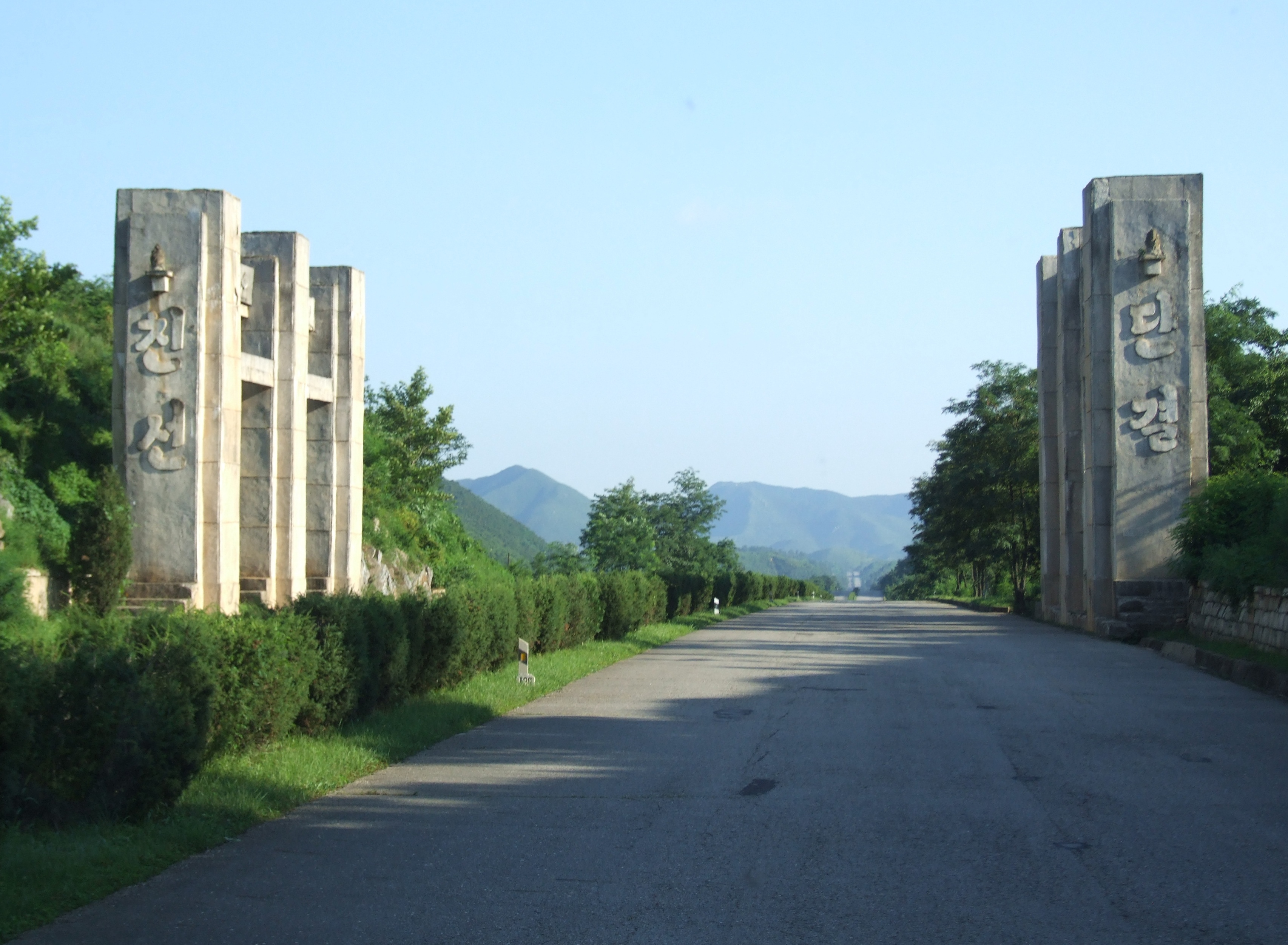
Fallkörpersperren an der Strecke

## Bauwerke
Neben zahlreichen Tunneln gibt es verhältnismäßig viele Kontrollstellen sowie Panzersperren.